# Grigor Grigorow
Grigor Grigorow, bułg. Григор Гошев Григоров (ur. 26 maja 1987 w Petriczu) – bułgarski szachista, arcymistrz od 2011 roku.

## Kariera szachowa
Wielokrotnie reprezentował Bułgarię na mistrzostwach świata i Europy juniorów w różnych kategoriach wiekowych. Był również medalistą mistrzostw kraju juniorów, m.in. srebrnym w 2004 (w kategorii do 14 lat). Normy na tytuł arcymistrza wypełnił w latach 2007 (w Gałaczu, dz. II m. za Vladem-Cristianem Jianu), 2008 (podczas drużynowych mistrzostw Francji) oraz 2010 (w Bansku, III m. za Awetikiem Grigorjanem i Tamirem Nabatym).
W 2009 podzielił II m. (za Marcosem Llanezą Vegą, wspólnie z m.in. Lewanem Aroszidze i Alinem Berescu) w Salonikach, zwyciężył (wspólnie z Walentinem Jotowem, Momcziłem Nikołowem i Ljubenem Spasowem) w rozegranym w Sofii memoriale Nino Kirowa oraz zajął I m. w otwartym turnieju w Satu Mare, natomiast w 2010 podzielił I m. (wspólnie z Kiriłem Georgiewem, Marijanem Petrowem, Ewgenim Janewem i Petyrem Drenczewem) w Błagojewgradzie (w kolejnym memoriale Nino Kirowa).
Najwyższy ranking w dotychczasowej karierze osiągnął 1 marca 2013, z wynikiem 2516 punktów zajmował wówczas 15. miejsce wśród bułgarskich szachistów.